# Фокус (филм)
Вижте пояснителната страница за други значения на Фокус.
„Фокус“ (на английски: Focus) е американски филм от 2015 година, Криминална трагикомедия на режисьорите Глен Фикара и Джон Рекуа по техен собствен сценарий.
В центъра на сюжета е опитен мошеник, който се опитва да продаде фалшив софтуер на отбори от автомобилния спорт, и отношенията му с негова бивша ученичка. Главните роли се изпълняват от Уил Смит, Марго Роби, Родриго Санторо.